# Lojze Drenovec
Lojze Drenovec, slovenski gledališki igralec * 24. oktober 1891, Ljubljana, † 4. oktober 1971, Ljubljana.

## Življenje in delo
Igralstva se je učil pri Avgusti Danilovi, Zofiji Borštnik, Hinku Ničiču in Antonu Verovšku. Med leti 1911/1912 se je šolal na Glasbeni matici in 1921/1922 pa na konservatoriju v Ljubljani. S krajšimi presledki, ko je bil angažiran v Osijeku in Zagrebu, je nastopal v ljubljanskem gledališču. Največ je nastopal v vlogah ljubimcev, podajal pa je tudi karakterne figure, krepke kmečke fante, pa tudi komične ostro zarisane starce. Najbolj sta mu bili pri srcu vlogi Gornika (Ivan Cankar, Za narodov blagor) in Grof Hohenwart (Bratko Kreft, Kranjski komedijanti). Igral je tudi v filmu in v dveh upodobil lik maršala Tita.